# Total War (серія відеоігор)
Total War (укр. Тотальна війна) — серія стратегічних відеоігор, створених британською компанією Creative Assembly. В іграх серії гравцеві пропонується керувати державами та командувати військами в битвах. Переважно Total War зображає історичні події, даючи змогу переграти їх по-своєму. Виняток становлять ігри із сетингом у фентезійному всесвіті Warhammer.
Традиційно в іграх серії об'єднано жанри покрокової глобальної стратегії і тактичних битв в реальному часі. Всі ігри Total War вирізняються масштабністю битв (наприклад, в Total War: Shogun 2 на полі бою можна одночасно розмістити до 5 000-6000 бойових одиниць).

## Ігри серії

### Історичні
- Shogun: Total War (2000) — присвячена війнам Японії епохи об'єднання в XVI столітті.
  - Mongol Invasion
- Medieval: Total War (2002) — зображає війни середньовічної Європи XI—XV століть.
  - Viking Invasion
- Rome: Total War (2004) — присвячена війнам часів Римської імперії від III століття до н. е. по початок I століття н. е.
  - Rome: Total War: Barbarian Invasion
  - Rome: Total War: Alexander
- Medieval II: Total War (2006) — зображає війни середньовічної Європи та європейське завоювання Америки, охоплюючи події XI—XVI століть.
  - Kingdoms
- Empire: Total War (2009) — охоплює часи між XVIII — початком XIX століть з війнами у Європі, Північній Америці та Індії.
  - The Warpath Campaign
- Napoleon: Total War (2010) — присвячена подіям часів Наполеонівських війн кінця XVIII — початку XIX століть у Європі й на Близькому Сході.
  - The Peninsular Campaign
- Total War: Shogun 2 (2011) — відтворює війни епохи Сьонґоку XVI століття в Японії.
  - Rise Of The Samurai
  - Fall Of The Samurai
- Total War: Rome II (2013) — присвячена війнам часів Римської імперії III століття до н. е. — I століття н. е.
  - Caesar in Gaul Campaign
  - Hannibal at the Gates Campaign
  - Imperator Augustus Campaign
  - Wrath of Sparta Campaign
- Total War: Attila (2015) — охоплює війни часів розпаду Римської імперії від IV століття н. е. і до початку європейського середньовіччя.
- Total War: Arena (2015) — базована на війнах умовної античності з битвами греків, римлян і варварів.
- Total War Saga: Thrones of Britannia (2018) — присвячена епосі з історії Британії, що охоплює події від вторгнення данів до завоювання норманами (878—1066 роки н. е.)[1].
- Total War: Three Kingdoms (2019) — відтворює війни середньовічного Китаю епохи Трьох царств III століття[2].
- Total War Saga: Troy (2020) — охоплює часи напівміфічної Троянської війни, що вперше згадується в епічних поемах «Іліада» та «Одіссея»[3].
- Total War: Rome Remastered (2021) — перевидання-ремастеринг відеогри Rome: Total War[4].
- Total War: Pharaoh (2023) — гра про битви Стародавнього Єгипту[5].

### Фентезійні
- Total War: Warhammer (2016) — перша неісторична гра серії, що зображає війни фентезійного світу Warhammer Fantasy Battles в його Старому світі незадовго до Останніх часів.
- Total War: Warhammer II (2017) — присвячена війнам світу Warhammer Fantasy Battles в Новому світі.
- Total War: Warhammer III (2022) — зосереджена на фронтирі всесвіту Warhammer і битвах у потойбічному Царстві Хаосу[6][7].

## Ігровий процес

Битва в Total War: Warhammer

Традиційно ігри серії мають два аспекти: покрокові стратегічні дії на карті світу і тактичні битви, що відбуваються в реальному часі. Карта світу зображає ландшафт, поділений на нейтральні території та території різних фракцій, за одну з яких на вибір гравця і належить грати. Гравцеві необхідно перемогти решту фракцій, або досягнути сюжетної мети. Володіння дають ресурси, такі як кошти, предмети торгівлі, що витрачаються на розбудову міст, найм і утримання військ. Задля розширення володінь гравець повинен завойовувати володіння інших фракцій та нейтральні території. Головним чином це відбувається шляхом битв, але в багатьох іграх також передбачено підсилання в стан ворога диверсантів і шпигунів. Вибір військ залежить від фракції та споруд, зведених у містах. Діяльність фракції забезпечується лідерами: полководцями, главами міст, правителями держав. В армії кожного полководця війська представлені загонами та мають різну спеціалізацію: мечники, списоносці, лучники, облогові споруди тощо. Маючи вихід до водних просторів і корабельню, гравець здатний створити флот, який захищає території від висадки ворогів і дозволяє самому контролювати торгові шляхи й перекидати війська. За кожен крок, що відображає умовну одиницю часу, можливо виконати обмежену кількість дій, таких як будівництво, пересування військ чи замовлення нових загонів. Після цього ходять решта фракцій. Такі дії, як будівництво, можуть тривати кілька ходів поспіль.
Битви відбуваються в реальному часі на територіях, відповідних ландшафту в даному місці глобальної карти. Армії розташовуються на відстані одна від одної та йдуть у бій окремо. Гравець вказує яким загонам куди рухатися, які цілі атакувати та якої поведінки дотримуватися. Такі особливості як ландшафт чи погода створюють сприятливі чи шкідливі умови. До прикладу, в лісі бійці можуть лишатися непоміченими. Що довше й активніше триває бій, то більше втомлюються загони, втрачаючи швидкість руху та силу. Гравець вільний обирати ракурс огляду поля бою та масштаб часу.